# Breiðamerkurjökull

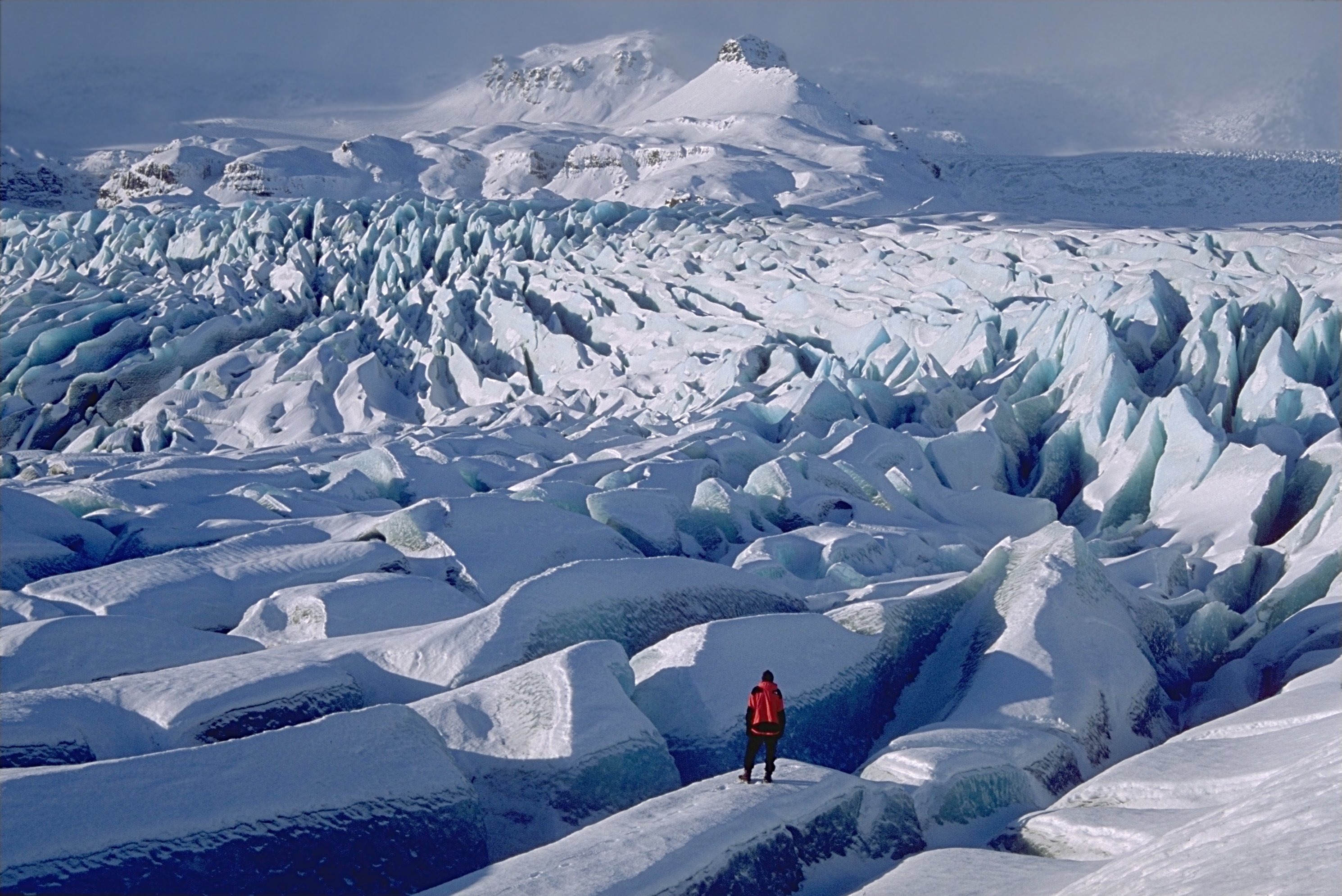
Hình ảnh sông băng Breiðamerkurjökull

Breiðamerkurjökull (phát âm tiếng Iceland: [ˈpreiːðaˌmɛr̥kʏrˌjœːkʏtl̥]) là một nhánh sông băng thuộc sông băng Vatnajökull và sông băng piedmont tại phía nam của Vườn quốc gia Vatnajökull ở Iceland. Nổi lên như một phần "lưỡi" của Vatnajökull, nó kết thúc ở một đầm phá nhỏ, được gọi là Jökulsárlón. Theo thời gian, nó đang dần bị phá vỡ.

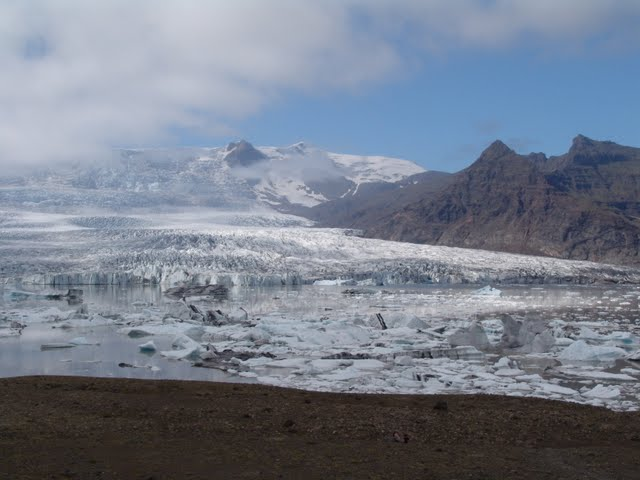
Breiðamerkurjökull

Khi các tảng băng trôi tách ra khỏi sông băng, chúng trôi chậm đến cửa đầm và cuối cùng hòa vào đại dương. Chúng được cho là trôi nổi trong đầm nước sâu trong 5 năm với độ sâu khoảng 300m và có diện tích 17 km². Nó nằm gần đường vành đai cho đến 35 năm trước, trước khi rút lui nhanh chóng và hình thành đầm Jökulsárlón. Sông băng Breiðamerkurfjall [ˈpreiːðaˌmɛr̥kʏrˌfjatl̥] cao 752m được bao bọc bởi các sông băng Breiðamerkurjökull và Fjallsjökull [ˈfjalsˌjœːkʏtl̥] trước khi quá trình trôi dạt bắt đầu và hình thành nên Breiðárlón [ˈpreiːðˌaurˌlouːn], nhưng không gây được ấn tượng bằng đầm Jökulsárlón.
Phần lưỡi của sông băng Breiðamerkurjökull là điểm thu hút lớn đối với khách du lịch. Các nhà điều hành tour tổ chức các chuyến tham quan bằng xe trượt tuyết và xe jeep để tham quan sông băng dọc theo tảng băng trôi quanh co có đầm phá Jökulsárlón. Trạm cơ sở cho các chuyến tham quan là Jöklasel [ˈjœhklaˌsɛːl̥], được tiếp cận từ Höfn, còn được gọi là băng tải du lịch. Khi đi bộ trên bờ, bạn có thể nhìn thấy những khối băng trôi lớn bị cô lập trên những bãi biển đầy cát.
Địa điểm này đã được sử dụng trong nhiều bộ phim và quảng cáo. Breiðamerkurjökull đã được sử dụng trong phim Lara Croft: Tomb Raider như một sự thay thế cho Siberia.

## Lịch sử ra đời
Những người đầu tiên đến Iceland vào khoảng năm 900 sau Công nguyên, khi rìa lưỡi của sông băng Breiðamerkurjökull cách vị trí hiện tại khoảng 20 kilômét (12 mi) về phía bắc. Trong thời kỳ băng hà nhỏ từ năm 1600 đến năm 1900, với nhiệt độ mát hơn, sông băng đã chạm mốc khoảng 1 kilômét (0,62 mi) tính từ bờ biển tại Sông Jokulsa. Kể từ năm 1890, nước đã rút tổng cộng 5,6 km (3,5 mi). Với nhiệt độ tăng cao trong khoảng thời gian từ năm 1920 đến năm 1965, những thay đổi bắt đầu xảy ra ở lưỡi của Breiðamerkurjökull. Vào năm 1933 hoặc 1934, một hồ sông băng hoặc đầm phá được hình thành ở vùng trũng còn sót lại ở nơi từng có sông băng rút lui. Kể từ đó, hồ có tên Jökulsárlón ngày càng lớn hơn khi chúng tiếp tục rút lui. Năm 1975, Jökulsárlón có diện tích khoảng 8 km2 (3,1 dặm vuông Anh); năm 1998, diện tích của nơi đây gần 15 km2 (5,8 dặm vuông Anh); và đến năm 2004, nó đã tăng lên 17,5 km2 (6,8 dặm vuông Anh). Đến năm 2010, hồ sâu khoảng 200 mét (660 ft) ở vị trí mõm sông băng trước đây. Băng hà tích tụ lộ ra cả hai bên mặt nước. Phần lưỡi nổi trong hồ và hòa vào nước, tạo ra băng sơn trôi với các kích thước khác nhau.

## Giám sát

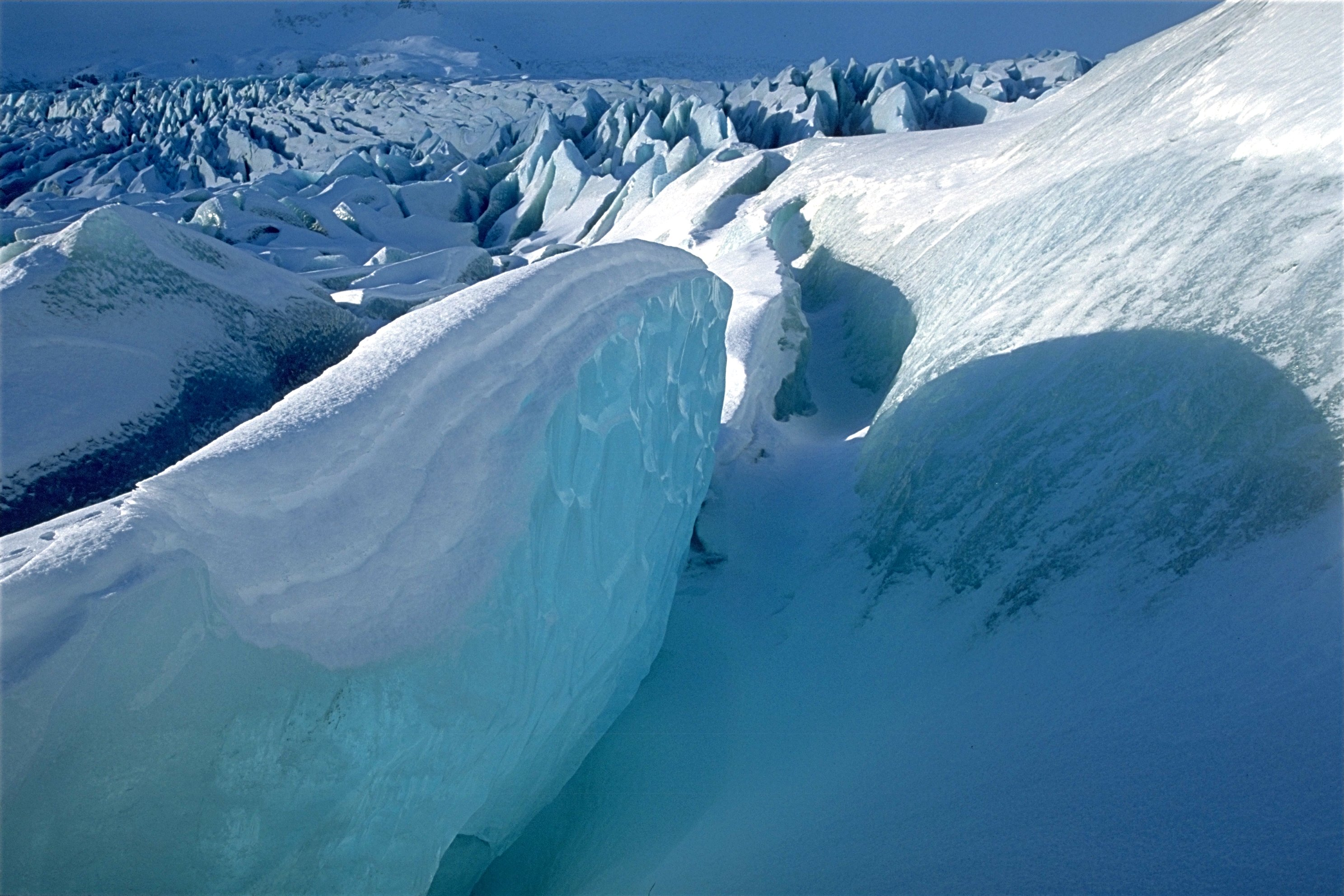
Sông băng Vatnajökull từ nơi Breiðamerkurjökull xuất hiện

Bản chất phức tạp của sự dâng lên hoặc rút lui của băng hà đã được theo dõi trong vài thập kỷ qua. Một nghiên cứu của D. Evans, đăng trên tạp chí Geography Review năm 2002, là bản báo cáo về việc giám sát Breiðamerkurjökull từ năm 1903 đến năm 1998. Thùy phía đông và thùy trung tâm của Breiðamerkurjökull rút lui với tốc độ trung bình chậm hơn (28m mỗi năm) trong khoảng thời gian từ năm 1980 đến 1998 so với các giai đoạn trước khi tốc độ rút lui cao tới 50m mỗi năm trong thùy phía đông và 67m mỗi năm ở thùy trung tâm. Sự rút lui của thùy phía tây đồng đều hơn, trung bình khoảng 30m mỗi năm, ngoại trừ giai đoạn từ năm 1945–1965 khi tốc độ rút lui trung bình là 62m mỗi năm.
Theo một nghiên cứu khác, một vách đá được che phủ bởi thùy Breiðamerkurjökull của sông băng Vatnajökull lớn hơn đã được hình thành thành các bậc thang và rào chắn, bao bọc bởi các đầm phá, trên bờ biển phía đông. Ở phía bắc, sông hoặc đầm Jökulsá bắt nguồn từ Breiðamerkurjökull có lối thoát ra biển và hình thành các rào cản bằng sỏi cát và mặt trước sông băng đã rút đi 3 km trong giai đoạn các năm 1945, 1965 và 1998.